# Universidade de Mainz
A Universidade Johannes Gutenberg de Mainz (em alemão: Johannes Gutenberg-Universität Mainz) é uma instituição de ensino superior localizada em Mainz, no estado da Renânia-Palatinado, Alemanha.
Foi nomeada a partir do célebre inventor Johannes Gutenberg.

## Faculdades
Desde 1 de setembro de 2010, a Universidade Johannes Gutenberg de Mainz divide-se em 10 faculdades:
1. Teologia Católica e Teologia Evangélica (Katholische Theologie und Evangelische Theologie)
2. Ciências Sociais, Mídia e Esporte (Sozialwissenschaften, Medien und Sport)
3. CIência do Direito e Ciência da Economia (Rechts- und Wirtschaftswissenschaften)
4. Medicina (Universitätsmedizin)
5. Filosofia e Filologia (Philosophie und Philologie)
6. Ciência da Tradução, da LInguagem e da Cultura (Translations-, Sprach- und Kulturwissenschaft)
7. Ciências da História e da Cultura (Geschichts- und Kulturwissenschaften mit angegliederter Sammlung)
8. Física, Matemática e Informática (Physik, Mathematik und Informatik)
9. Química, Farmácia e Ciências Geológicas (Chemie, Pharmazie und Geowissenschaften)
10. Biologia (Biologie)

Agregam a Universidade a Faculdade de Música e a Escola de Artes, as quais - como faculdades independentes - somam-se as demais.

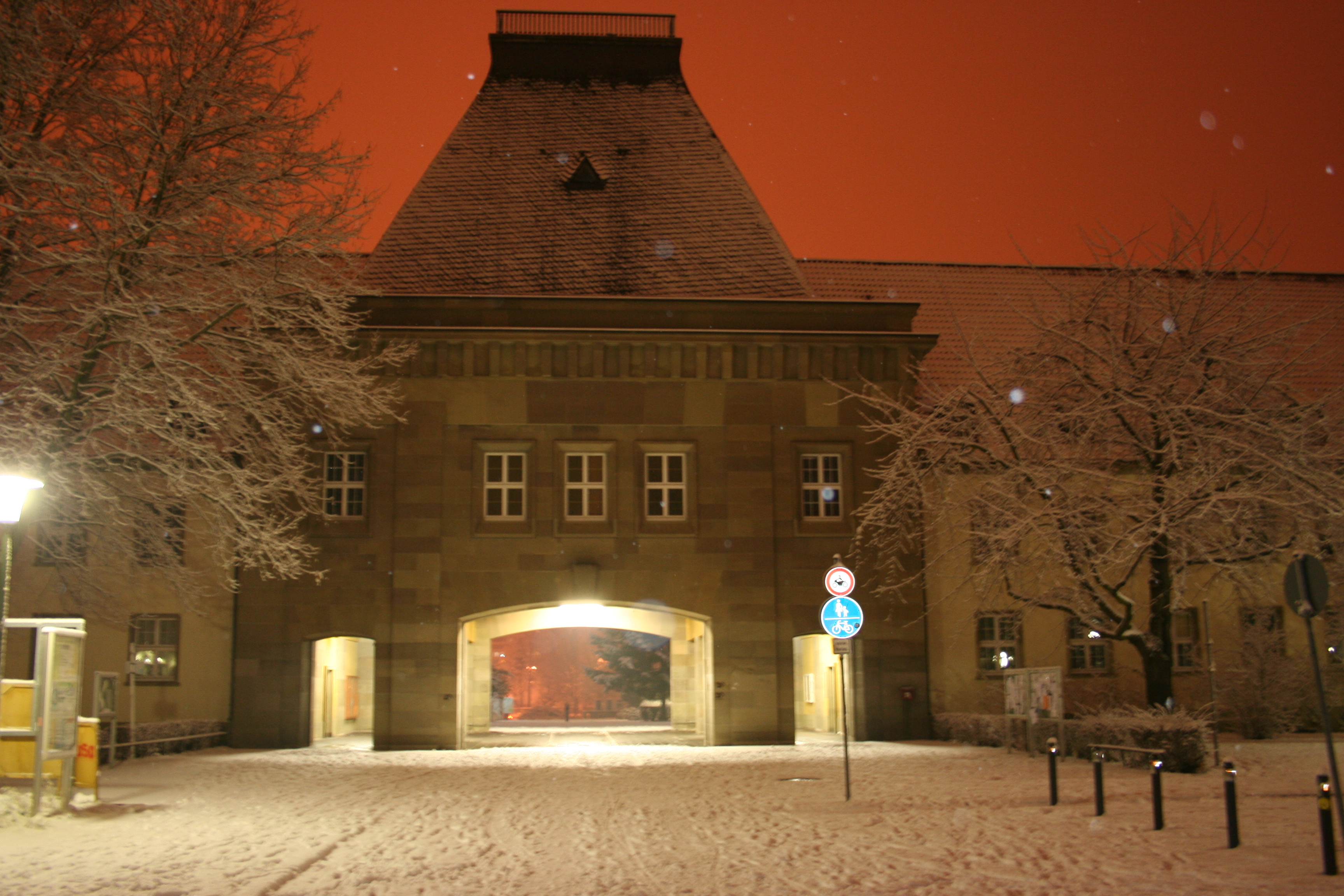
O fórum da Universidade coberto de neve

## Personalidades[3]
- William Waack (jornalista)
- Karl-Otto Apel (filósofo)
- Werner Otto Theodor Forßmann (medicina, prêmio Nobel em 1956)
- Kai Arzheimer (cientista político)
- Herbert Braun (teólogo)
- Hauke Brunkhorst (educador)
- Micha Brumlik (educador)
- Paul J. Crutzen (química, prêmio Nobel em 1995)
- Thorsten Faas (cientista político)
- Hans Galinsky (especialista em American studies)
- Alfred Kröner (geólogo)
- Karl Lehmann (teólogo)
- Thomas Metzinger (filósofo)
- Gottfried Münzenberg (fisico)
- W. Pannenberg (teólogo)
- Rolf Peffekoven (economista)
- Klaus Rose (economista)
- Dorothee Sölle (teólogo)
- Beatrice Weder di Mauro (economista)
- Isabel Schnabel (economista)
- Werner Weidenfeld (cientista político, conselheiro do chanceler  alemão Helmut Kohl)
- Jürgen Gauß (químico teórico)